# Enyaliopsis guilielmi
Enyaliopsis guilielmi är en insektsart som beskrevs av Sjöstedt 1926. Enyaliopsis guilielmi ingår i släktet Enyaliopsis och familjen vårtbitare. Inga underarter finns listade i Catalogue of Life.